# The Beach Boys Love You
| 전문가 평가                   | 전문가 평가 |
| 평가 점수                     | 평가 점수   |
| 출처                          | 점수        |
| ----------------------------- | ----------- |
| AllMusic                      | [ 3 ]       |
| Blender                       | [ 4 ]       |
| Christgau's Record Guide      | A           |
| Entertainment Weekly          | A           |
| Encyclopedia of Popular Music | [ 7 ]       |
| MusicHound                    | 4/5         |
| Pitchfork Media               | 7.8/10      |
| The Rolling Stone Album Guide | [ 10 ]      |
| Uncut                         | 8/10        |

《The Beach Boys Love You》는 1977년 4월 11일, 브라더/리프리즈에서 발매된 미국의 록 밴드 비치 보이스의 스물한 번째 스튜디오 음반이다. 종종 이 밴드의 "펑크" 음반으로 불리는 《The Beach Boys Love You》는 신시사이저를 선구적으로 사용하고 중년 밴드 멤버들의 거친 보컬과 청소년 중심의 가사를 병치한 것으로 유명하다.
이 음반은 1976년 말 밴드의 브라더 스튜디오에서 녹음되었다. 원래 《Brian Loves You》로 계획되었던 이 프로젝트는 근본적으로 브라이언 윌슨의 솔로 프로젝트인데, 그는 거의 모든 자료를 썼고 키보드, 신시사이저, 드럼을 포함한 음반에 있는 거의 모든 악기를 연주했다. 《The Beach Boys Love You》는 1967년 《Smile》 세션 이후 그가 비치 보이스의 음반을 완전히 장악한 첫 번째 사례이다. 칼 윌슨은 "믹스다운 프로듀서"로 인정받았지만, 그의 밴드 친구들은 주로 추가적인 보컬리스트로 활동했다.
엔지니어 얼 맨키는 이 작품이 브라이언의 성격에 "심각하고", "자전적이고", "공포스러울 정도로 정확하다"고 묘사했다. 14곡의 주제는 행성계와 롤러스케이트에서부터 청소년기의 성관계와 아기들에 이르기까지 다양하다. 윌슨은 또한 그의 우상인 필 스펙터와 조니 카슨뿐만 아니라 그의 아내, 딸들, 그리고 정부에게 바치는 공물을 포함했다. 비록 거의 평단의 찬사를 받았지만, 일부 청취자들은 이 음반의 기괴하고, 아이 같은 특성이 손해라고 생각했다. 이 음반은 미국 빌보드 200에서 53위로 정점을 찍으며 잘 팔리지 않았다.
《The Beach Boys Love You》는 그 이후로 신스팝과 뉴 웨이브에 기여한 것으로 인정받고 있다. 후속 조치인 《Adult/Child》가 그룹에 의해 완료되었지만 공개되지 않은 채로 남겨졌습니다. 윌슨은 후에 《The Beach Boys Love You》를 그의 삶을 규정하는 작품이고, 《Pet Sounds》 (1966년) 이후 가장 창의적으로 성취감을 주는 작품이라고 언급했다. 이 음반은 그의 첫 번째 솔로 음반인 《Brian Wilson》 (1988년)까지 그가 작사, 작곡 그리고 프로듀싱한 마지막 음반이었고 외부인의 큰 간섭 없이 만들어진 마지막 음반이었다.

## 배경
1975년 말부터 윌슨은 심리학자 유진 랜디의 급진적인 24시간 치료 프로그램에 따라 반활동 기간 후에 환자가 되었다. 랜디의 보살핌 아래, 그는 생산성이 다시 한 번 증가하면서 더 안정적이고 사회적으로 참여하게 되었다. 1976년 후반기에 윌슨은 1964년 이후 처음으로 밴드의 투어 라인업의 정규 멤버가 되었다. "Brian's Back!"이라는 태그라인은 그룹의 콘서트 투어의 주요 홍보 수단이 되었고, 7월 발매된 《15 Big Ones》는 《Pet Sounds》 (1966년) 이후 새로운 음악으로 미국 10위권에 진입한 첫 번째 비치 보이스 음반이자, 《Pet Sounds》 이후 윌슨을 유일한 프로듀서로 인정받은 첫 번째 음반이다.
커버곡과 원곡이 같은 《15 Big Ones》은 대부분의 팬들과 그룹 멤버들 스스로에게 실망으로 다가왔다. 동시대의 인터뷰에서 윌슨은 이 음반이 "너무 깊지 않다"고 인정했지만, 밴드의 다음 음반은 〈Good Vibrations〉 (1966년)와 동등한 "명곡"이 될 것이라고 약속했다. 이 음반은 1977년 7월에 계약이 만료될 예정이었기 때문에 그들의 음반 회사인 워너 브라더스 레코드에게 빚진 두 번째에서 마지막 음반이 될 예정이었다.

## 제작
《The Beach Boys Love You》는 1976년 10월과 11월에 캘리포니아주 샌타모니카에 있는 이 밴드의 브라더 스튜디오에서 녹음되었다. 이 사건은 브라이언 윌슨이 1967년 스마일 세션 이후 처음으로 비치 보이스의 새 음반에 완전한 통치를 하게 된 계기가 되었다. 그는 거의 모든 음반을 썼고 키보드, 신시사이저, 드럼을 포함한 거의 모든 악기를 연주했다. 칼과 데니스는 몇몇 악기에 기여했고, 앨 자딘과 마이크 러브는 세션에 거의 참석하지 않았고, 결국 밴드의 모든 멤버들은 여러 리드 보컬을 불렀다. 그러나 전기 작가 피터 에임스 칼린의 추정에 따르면, "그것은 본질적으로 브라이언의 솔로 음반이었다."
윌슨은 1976년 가을 녹음 세션 동안 브라더 스튜디오에서 밴드 동료들을 위해 자신의 신곡을 미리 들었다. 데모곡으로는 〈Airplane〉, 〈I'll Bet He's Nice〉, 〈It's Over Now〉, 〈Let's Put Our Hearts Together〉, 〈Love Is a Woman〉, 〈Little Children〉, 〈Mona〉, 〈Still I Dream Of It〉 등이 있다. 2021년, 이 데모 음반들 중 5개가 윌슨의 공식 웹사이트에 다운로드 가능한 것으로 공식 발표되었다.

## 곡 목록
모든 곡들은 특별한 언급이 없는 한 브라이언 윌슨에 의해 작사/작곡하였다.
| #  | 제목                         | 작사·작곡         | 리드 보컬              | 재생 시간 |
| -- | ---------------------------- | ----------------- | ---------------------- | --------- |
| 1. | 〈Let Us Go On This Way〉    | 윌슨, 마이크 러브 | 칼 윌슨, 러브          | 1:58      |
| 2. | 〈Roller Skating Child〉     |                   | 러브, C. 윌슨, 앨 자딘 | 2:17      |
| 3. | 〈Mona〉                     |                   | 데니스 윌슨            | 2:06      |
| 4. | 〈Johnny Carson〉            |                   | 러브, C. 윌슨          | 2:47      |
| 5. | 〈Good Time〉                | 윌슨, 앨 자딘     | B. 윌슨                | 2:50      |
| 6. | 〈Honkin' Down the Highway〉 |                   | 자딘                   | 2:48      |
| 7. | 〈Ding Dang〉                | 윌슨, 로저 맥귄   | 러브                   | 0:57      |

| #  | 제목                              | 리드 보컬                 | 재생 시간 |
| -- | --------------------------------- | ------------------------- | --------- |
| 1. | 〈Solar System〉                  | B. 윌슨                   | 2:49      |
| 2. | 〈The Night Was So Young〉        | C. 윌슨                   | 2:15      |
| 3. | 〈I'll Bet He's Nice〉            | D. 윌슨, B. 윌슨, C. 윌슨 | 2:36      |
| 4. | 〈Let's Put Our Hearts Together〉 | B. 윌슨, 마릴린 윌슨      | 2:14      |
| 5. | 〈I Wanna Pick You Up〉           | D. 윌슨, B. 윌슨          | 2:39      |
| 6. | 〈Airplane〉                      | 러브, B. 윌슨, C. 윌슨    | 3:05      |
| 7. | 〈Love Is a Woman〉               | B. 윌슨, 러브             | 2:57      |